# Peperomia pubicaulis
Peperomia pubicaulis är en pepparväxtart som beskrevs av C. Dc.. Peperomia pubicaulis ingår i släktet peperomior, och familjen pepparväxter. Inga underarter finns listade i Catalogue of Life.